# Nyctemera crassiantennata
Nyctemera crassiantennata är en fjärilsart som beskrevs av Charles Oberthür 1916. Nyctemera crassiantennata ingår i släktet Nyctemera och familjen björnspinnare. Inga underarter finns listade i Catalogue of Life.